# El Dragón: El regreso de un guerrero
 (mars 2020).
- Si vous ne connaissez pas le sujet, laissez ce bandeau (vous pouvez alors contacter les auteurs).
- Si vous supprimez le contenu mis en cause (vous pouvez préalablement contacter les auteurs),

argumentez précisément cette suppression dans la page de discussion
(un manque de référence n'est pas un argument ; une recherche réelle de référence doit avoir été effectuée, être formellement documentée).
 (février 2024).
Si vous disposez d'ouvrages ou d'articles de référence ou si vous connaissez des sites web de qualité traitant du thème abordé ici, merci de compléter l'article en donnant les références utiles à sa vérifiabilité et en les liant à la section « Notes et références ».
El Dragón: El regreso de un guerrero (ou El Dragón) est une série dramatique policière mexicaine écrite par Arturo Pérez-Reverte, produite par W Studios en collaboration avec Lemon Studios pour Televisa et Univisión. Elle est diffusée entre le 30 septembre 2019 et le 20 janvier 2020 sur Univisión.

## Synopsis
À Ciudad Jiménez, au Mexique, les parents de Miguel, Roberto et Lucía Garza meurent des suites d'un attentat. Mais son frère, sa sœur et lui survivent. En conséquence, le capo Lamberto Garza décide de protéger ses petits-enfants et envoie Miguel étudier à l'extérieur du Mexique en vue de le transformer en homme d'affaires prospère. Il envoie Lucia (Cassandra Sánchez Navarro) dans un pensionnat en Espagne et il garde Jorge (Juan Pablo Gil) à ses côtés dans le ranch où il vit et d'où il contrôle le plus grand transport de drogue de la région du Mexique.
20 ans plus tard, Miguel vit sereinement au Japon, avec sa petite amie Asya qu'il aime profondément. De plus, il est un financier prospère. Mais soudain, il reçoit un appel téléphonique de Dora, l'épouse de son grand-père Lamberto : elle lui demande de se rendre au Mexique pour une question de vie ou de mort. De retour à Ciudad Jiménez, au Mexique, Miguel se rend compte que son grand-père souffre de la maladie d'Alzheimer et qu'il est très faible du cœur. Ensuite, Lamberto fait comprendre à Miguel qu'il doit s'occuper de l'entreprise familiale, et qu'il a 24 heures pour accepter ou non le poste de chef du cartel familial. Miguel décide d'accepter la proposition. Mais il a l'intention de transformer l'entreprise familiale en faisant circuler de l'argent à travers le monde pour faire de gros investissements financiers légaux.
C'est le suicide de sa femme Asya atteinte d'une maladie en phase terminale qui détermine la décision finale de Miguel. Il vivra alors un terrible deuil et pensera fermer les portes de son cœur pour toujours. Mais il rencontre Adela (Renata Notni), la chauffeuse de taxi, gaie et désintéressée. Elle est la seule femme après Asya qui découvra sa personnalité profonde sans être impressionnée par sa fortune et son image de magnat. Miguel doit apprendre à faire face au monde de la mafia et des narco-trafiquants. Il connaît la culture japonaise. Il sait se battre comme un guerrier samouraï, soigner des blessures avec d'anciennes techniques millénaires et parler plusieurs langues. Miguel devra affronter plusieurs ennemis : des kidnapeurs en Colombie, des cartels russes, la mafia italienne...

## Distribution
- Sebastián Rulli : Miguel Garza Martínez Le Dragon
- Renata Notni : Adela Cruz
- Roberto Mateos : Alberto Epigmenio Moncada
- Irina Baeva : Jimena Ortiz
- Cassandra Sanchez Navarro : Francisca Chisca Garza Martine
- Manuel Balbi : Hector Bernal
- Javier Gómez : Carlos Duarte
- Alejandro Ávila : Ulises Murat
- Sofia Castro : Kenya
- Juan Pablo Gil : Jorge Martinez Garza
- Álex Durán : Ishiro
- Mauricio Pimentel : Dangers
- Edison Ruíz : Tacho Guadaña
- Natasha Domínguez : Claudia
- Gabriela Carrillo : Edna González
- Marcelo Buquet : Rosario Rosique
- Zuleyka Rivera : Asya
- Rubén Sanz : Valentin Soria
- Cynthia Klitbo : Dora Perdomo Garza
- José Elías Moreno : Lamberto Garza

## Production
La création de la série a commencé à la suite d'une rencontre à Madrid, en Espagne, avec Arturo Pérez-Reverte et Patricio Wills, qui avait précédemment créé La Reine du Sud , une série qui a ouvert la voie au monde des narconovelas. L'idée était d'essayer de faire quelque chose de différent de Teresa Mendoza.  À cette époque, les deux avaient déjà une perspective de Miguel Garza.  Wills, qui cherchait alors à créer une histoire nouvelle et différente, a dit à Pérez-Reverte et il a dit : « J'ai suggéré une histoire d'une troisième génération de narcos. Comment le petit-fils d'un narco agirait quand il était héritier d'un empire ». À cette époque, tous deux ont déclaré que «Miguel allait être un homme formé au Japon, un industriel, un financier, qui a plus d'informaticiens que d'hommes armés, plus d'économistes que d'hommes armés ou de frontaliers. Le processus de création de la série, initialement annoncé en 2016, a également nécessité plusieurs années de développement et des centaines d'auditions.
La série a été confirmée le 10 mai 2018 lors de la première tranche d' Univision pour la saison télévisée 2018-2019. Un an plus tard a été présenté à nouveau à l' avance pour la saison de télévision 2019-2020. Le tournage de la série a commencé le 13 novembre 2018 avec le titre El último dragón, et s'est terminé le 25 juillet 2019, confirmant ainsi un total de 82 épisodes pour la première saison. La série est créée par l'auteur espagnol Arturo Pérez-Reverte, produite par Carlos Bardasano et livrée par W Studios et Lemon Films pour Univision, et Televisa,La série a été filmée pendant huit mois dans des endroits comme Tokyo, Japon , Madrid, Espagne , Miami, États-Unis et au Mexique, plus précisément à Mexico ; Jusqu'à trois unités ont été utilisées simultanément avec les caméras Sony F55 et les optiques Ultra Prime. Une partie de l'histoire d' El Dragón se déroule au Japon, l'un des pays avec la plus grande tradition dans les arts martiaux. Pour jouer Miguel Garza, Sebastián Rulli a eu une formation de sept mois à l' Aïkido. Et les acteurs Alex Durán et Víctor Jiménez requis une préparation spéciale pour s'adapter à la culture Yakuza. En plus du tournage en Espagne, au Japon et aux États-Unis, les villes mexicaines de Veracruz, Huatulco, Mazatlan et Cuernavaca ont servi de lieux pour la série.
Après avoir traversé le Japon pour commencer à filmer El Dragón, Sebastián Rulli s'est rendu en Espagne pour filmer des scènes de la série avec l'actrice mexicaine Cassandra Sánchez Navarro, qui est sa sœur dans la série. Cassandra a déclaré : « Je filme avec vous depuis quelques jours, mais j'ai l'impression que vous êtes déjà mon frère de toute une vie ». Renata Notni a commencé le tournage le mardi 4 décembre 2018 au Mexique, tandis que Rulli a fait de même un peu plus tôt au Japon.  Les deux acteurs ont filmé leurs premières scènes ensemble la première semaine de décembre au Mexique.